# Treffrin
Treffrin (bret. Trefrin) – miejscowość i gmina we Francji, w regionie Bretania, w departamencie Côtes-d’Armor.
Według danych na rok 1990 gminę zamieszkiwało 608 osób, a gęstość zaludnienia wynosiła 81 osób/km² (wśród 1269 gmin Bretanii Treffrin plasuje się na 774. miejscu pod względem liczby ludności, natomiast pod względem powierzchni na miejscu 930.).